# Jochen Mattay
Jochen Mattay (* 28. März 1946) ist ein deutscher Chemiker und emeritierter Professor für Organische Chemie.
Mattay studierte Chemie an der RWTH Aachen, wo er 1978 im Arbeitskreis von Hans-Dieter Scharf promoviert wurde. Es folgte ein Forschungsaufenthalt an der Columbia University, New York, USA, gefolgt von der Habilitation im Jahre 1984, wieder an der RWTH Aachen. Von 1985 bis 1989 war er Professor für Organische Chemie an der RWTH, worauf er an die Universität in Münster, 1995 nach Kiel und 1998 an die Universität Bielefeld berufen wurde.
Seine Hauptarbeitsgebiete sind die Supramolekulare Chemie mit Schwerpunkt molekulare Erkennung, molekulare Verkapselung und Photoschalter, die Photochemie und die Organische Synthese. Lange Zeit galt sein Augenmerk dem photoinduzierten Elektronentransfer (PET), der Chemie der Fullerene, speziell deren Funktionalisierung etwa zu Aza-Heterofullerenen. Ein weiteres Forschungsthema ist die sogenannte „Grüne Chemie“ unter Ausnutzung von Sonnenlicht zur Durchführung organischer Synthesen.